# Gwiazda nad Tobą
Gwiazda nad Tobą – debiutancki album polskiej wokalistki Lidii Stanisławskiej, wydany w 1979 roku przez wydawnictwo muzyczne Polskie Nagrania „Muza”. Płyta zawiera 11 premierowych utworów, a piosenką promującą album został tytułowy utwór „Gwiazda nad Tobą”.

## Lista utworów
Opracowano na podstawie materiału źródłowego.
1. „Gwiazda nad Tobą”
2. „Napocząć miłość”
3. „Na zawsze mój”
4. „Gram w kiepskiej sztuce”
5. „Dzwon znad doliny”
6. „Prawie miłość”
7. „Nieznany śpiewak”
8. „Kto jeszcze mnie zechce”
9. „Opowieść o róży”
10. „Jest takie szczęście”
11. „Z moich przeczuć”